# John Tower
John Goodwin Tower, född 29 september 1925 i Houston, Texas, död 5 april 1991 i en flygolycka i Brunswick, Georgia, var en amerikansk republikansk politiker. Han representerade delstaten Texas i USA:s senat 1961-1985.
Tower deltog i andra världskriget i USA:s flotta. Han utexaminerades 1948 från Southwestern University. Han studerade vidare vid Southern Methodist University och London School of Economics. Han undervisade vid Midwestern University 1951-1960.
Senator Lyndon B. Johnson avgick 1961 för att tillträda som USA:s vicepresident. Demokraten William A. Blakley blev utnämnd till senaten fram till fyllnadsvalet senare samma år. Tower besegrade Blakley i fyllnadsvalet med 50,6% av rösterna mot 49,4% för Blakley. Han omvaldes 1966, 1972 och 1978. Den sista gången vann han mycket knappt mot utmanaren Bob Krueger. Under valrörelsen hade Tower vägrat att skaka hand med sin motståndare, eftersom han upplevde att motståndarsidan spred osanna rykten om honom. Tower efterträddes 1985 som senator av Phil Gramm. Följande år blev den före detta senatorn utnämnd till ordförande för Towerkommissionen som undersökte Iran-Contras-affären. Kommissionen, som bestod av Tower, Edmund Muskie och Brent Scowcroft, publicerade en rapport där det bland annat konstaterades att president Ronald Reagan borde ha varit mera villig att lyssna till sin säkerhetspolitiska rådgivare (National Security Advisor).
George H.W. Bush utnämnde 1989 Tower till USA:s försvarsminister. Senaten godkände inte utnämningen. En av Towers ledande kritiker var demokratiske senatorn Sam Nunn. Röstetalet var 47 för Tower och 53 emot honom. Senaten godkände senare Dick Cheney som ny försvarsminister.
Tower och dottern Marian omkom tillsammans med astronauten Sonny Carter och ytterligare 20 personer i en flygolycka i Georgia den 5 april 1991.